# Prélude et fugue en la mineur (BWV 543)
Le Prélude et fugue en la mineur, BWV 543 est une œuvre pour orgue composée par Jean-Sébastien Bach à l'époque où il servait comme organiste à la cour du duc de Saxe-Weimar entre 1708 et 1717.

## Composition
Bach a écrit de nombreuses pièces pour orgue lors de ses années de présences à Weimar en tant qu'organiste de la cour. Les oeuvres de cette période (1708 à 1717) reflètent une influence certaine de l'école d'Allemagne du Nord en comptant de nombreuses pièces virtuoses comme des toccatas ou des fantaisies complexes.
D'après Keller, le sujet de la fugue montre des similarités avec une fugue de Pachelbel et le thème du 8e concerto de Correlli dont Bach a réalisé une transcription pour clavecin. On peut également noter la ressemblance avec une des propres fugues du cantor en la mineur pour clavecin.

## Musique

### Prélude
L'œuvre s'ouvre sur un prélude de 53 mesures à  et son exécution demande un peu plus de trois minutes.
Les éléments musicaux de ce mouvement sont une basse chromatique descendante (à la main gauche) et des accords simples arpégés (à la main droite), indiqué comme solo sur la partition. Par la suite une note pédale de tonique apparaît. La Toccata comme le prélude est marquée par l'influence du style musical du Nord de l'Allemagne sur Bach. Alors que la fugue pourrait être considérée comme une composition produite plus tard dans la maturité de Bach.

### Fugue
La deuxième partie est une fugue à quatre voix comportant 151 mesures à 
 et son exécution demande environ 6 minutes.
Le thème de la fugue comme celui du prélude est composé d'accords arpégés (à la main droite), et de descentes chromatiques (à la main gauche), particulièrement dans la seconde moitié de la fugue. La majorité de la fugue est composée de séquences et de cadences. Contrairement à la plupart des œuvres en mineur pour clavier de Bach, cette fugue se termine sur un accord mineur plutôt que sur une tierce picarde.

## La transcription de Liszt
Franz Liszt qui n'hésitait pas à transcrire des œuvres d'orchestres et d'orgues en a réalisé la transcription pour piano au sein de son corpus 6 préludes et fugues pour orgue (BWV 543-548), S.462.